# Campeonato Paulista de Futebol de 1933 (FPF)
O Campeonato da Federação Paulista de Football de 1933 foi a 1.ª edição do campeonato organizado pela Federação Paulista de Football (FPF) — entidade que não guarda paralelos com a atual Federação Paulista de Futebol (FPF) fundada em 1941.. Foi jogado pelos clubes paulistas filiados a esta federação e é um dos dois torneios reconhecidos oficialmente pela Federação Paulista de Futebol como o Campeonato Paulista de Futebol daquela temporada. Disputado entre 4 de julho e 31 de dezembro de 1933, contou com a participação de dez equipes, e teve o Albion como campeão. Entretanto, somente em 23 de setembro de 2021, que a atual FPF reconheceu os vencedores dos torneios da Federação Paulista de Football como campeões paulistas, ao lado do vencedor dos campeonatos da APEA de 1933 e 1934, o Palmeiras.
A nova liga da Federação Paulista de Football contou com o aval da Confederação Brasileira de Desportos, que à época havia entrado em conflito com a Associação Paulista de Sports Athleticos. Isto porque a APEA havia aderido ao profissionalismo em 1933, algo que era contra os princípios amadores da então máxima entidade desportiva brasileira. Como a CBD recusou-se a ceder ao profissionalismo, a APEA acabou por romper com a entidade e fundar, junto com a Liga Carioca de Football, a Federação Brasileira de Football, para seguir adiante com o profissionalismo.

## Premiação
| Campeão Paulista de 1933 (FPF) |
| ------------------------------ |
| ALBION (primeiro título)       |